# 이창구 (1952년)
이창구(李昌九, 1952년 6월 13일, 경상남도 함양군 ~ )는 대한민국의 제5대 경상남도의원이고, 제3·4대 경상남도 함양군의원이었다.

## 경력
- 1959.03 ~ 1964.02 위성공립국민학교 졸업
- 1964.03 ~ 1968.02 함양중학교 졸업
- 1968.03 ~ 1971.02 함양종합고등학교 졸업
- 진주교육대학교 졸업
- 성균관대학교 행정대학원 수료

- 진주교육대학 학생회장
- 성균관대학교 학생회 부회장
- 위성초등학교 교사
- 수동초등학교 교사
- 함양청년회의소 이사
- 민주정의당 대표위원 권익현 보좌관
- 민주자유당 국회보좌관협의회 초대 총무
- 가야미술대전 추천작가
- 경상남도 미술대전 초대작가
- 대한민국 미술협회 회원
- 함양군 체육회 부회장
- 함양군 체육회 이사
- 함양군 천령제 운영위원
- 여강서원 운영
- 상림가꾸기 추진위원회 부위원장
- 한국예술문화단체총연합회 함양군 지회장
- 1995.07 ~ 1998.02 제5대 경상남도의회 의원
- 1995.07 ~ 1996.12 제5대 경상남도의회 전반기 내무위원회 위원
- 1995.07 ~ 1996.12 제5대 경상남도의회 전반기 의회운영위원회 위원
- 1995.07 ~ 1996.12 제5대 경상남도의회 전반기 예산결산특별위원회 위원
- 1997.01 ~ 1998.02 제5대 경상남도의회 후반기 내무환경위원회 위원
- 1997.01 ~ 1998.02 제5대 경상남도의회 후반기 예산결산특별위원회 간사
- 1997.08 ~ 1998.02 제5대 경상남도의회 지방자치발전특별위원회 입법위원장
- 제5대 경상남도의회 한일의원친선협의회 이사
- 함양군 자치발전기획위원회 위원
- 2006.07 ~ 2010.06 제5대 경상남도 함양군의회 의원
- 2006.07 ~ 2008.07 제5대 경상남도 함양군의회 전반기 의회운영위원회 위원
- 2006.07 ~ 2008.07 제5대 경상남도 함양군의회 전반기 기획행정위원회 위원
- 2006.07 ~ 2008.07 제5대 경상남도 함양군의회 전반기 예산결산특별위원회 위원
- 2006.11 ~ 2006.11 제5대 경상남도 함양군의회 군유재산관리계획심사특별위원회 위원
- 2008.07 ~ 2010.06 제5대 경상남도 함양군의회 후반기 의회운영위원회 위원
- 2008.07 ~ 2010.06 제5대 경상남도 함양군의회 후반기 기획행정위원회 위원
- 2008.07 ~ 2010.06 제5대 경상남도 함양군의회 후반기 예산결산특별위원회 위원
- 2010.07 ~ 2013.03 제6대 경상남도 함양군의회 의원
- 2010.07 ~ 2012.07 제6대 경상남도 함양군의회 전반기 의장
- 2012.07 ~ 2013.03 제6대 경상남도 함양군의회 후반기 기획행정위원회 위원
- 2012.07 ~ 2013.03 제6대 경상남도 함양군의회 후반기 예산결산특별위원회 간사
- 새누리당 운영위원
- 새누리당 전당대회 대의원

## 수상
- 도지사 표창
- 농산부장관 표창

## 역대 선거 결과
|  | 61.99% |

|  | 28.63% |

|  | 17.77% |

|  | 10.48% |

|  | 14.73% |

|  | 18.54% |